# Antoni Kossowski (1701–1771)
Antoni Kossowski z Głogowy herbu Dołęga (ur. 6 stycznia 1701, zm. 6 czerwca 1771) – sekretarz wielki koronny w latach 1764–1771, referendarz wielki koronny od 1764 roku, generał major 6. Regimentu Pieszego Łanowego w latach 1750–1768, podskarbi nadworny koronny w latach 1744–1762, łowczy inowrocławski w latach 1728–1732,  łowczy bydgoski w latach 1727–1728, starosta przedecki w latach 1732–1745, starosta budzyński, sieradzki, parczewski, kłodawski, wałecki, radziejowski, regent kancelarii mniejszej litewskiej.

## Życiorys
Stronnik Czartoryskich. Wielokrotny poseł na sejmy w 1729, 1730, 1733, 1740, 1744, 1761, 1764, 1766. Jako poseł na sejm konwokacyjny 1733 roku z województwa brzeskokujawskiego był członkiem konfederacji generalnej zawiązanej 27 kwietnia 1733 roku na tym sejmie. Poseł na sejm 1752 roku z województwa brzeskokujawskiego. W 1752 był komisarzem wojskowym na Trybunał Skarbowy Radomski. Poseł na sejm 1754 roku z województwa łęczyckiego. Był komisarzem Komisji Skarbowej Koronnej. W 1764 roku jako województwa brzeskokujawskiego wybrany sędzią kapturowym tego województwa Był marszałkiem województw kujawskich w konfederacji Czartoryskich w 1764 roku i posłem z województwa brzeskokujawskiego na sejm konwokacyjny (1764). Był konsyliarzem konfederacji generalnej 1764 roku. Był elektorem Stanisława Augusta Poniatowskiego w 1764 roku, jako deputat podpisał jego pacta conventa. W 1764 roku na sejmie koronacyjnym wyznaczony do komisji do compositio inter status. W 1766 roku był posłem na Sejm Czaplica z województwa brzeskokujawskiego.
Odznaczony Orderem Orła Białego.